# تام كوان
تام كوان (بالإنجليزية: Tam Cowan)‏ هو صحفي ومقدم تلفزيوني بريطاني، ولد في 21 أبريل 1969.